# Witold Leon Czartoryski
Witold Leon Czartoryski, armoiries Pogoń Litewska, né le 10 février 1864 à Vienne, mort le 6 septembre 1945 à Maków Podhalański, est un prince polonais de la famille Czartoryski, membre du Reichsrat d'Autriche (1908) et commissaire général de la Diète de Galicie et Lodomeria (en) (1917-1917), sénateur de la Deuxième République de Pologne (1922-1928).

## Biographie
Witold Leon Czartoryski est le fils de Jerzy Konstanty Czartoryski et de Maria Joanna Czermak

## Mariage
Le 21 février 1889, il épouse Jadwiga Dzieduszycka, fille de Włodzimierz Dzieduszycki (pl). Ils ont 12 enfants:
- Maria Anna Czartoryska (1890-1981)
- Anna Maria Czartoryska (1891-1951)
- Kazimierz Jerzy Czartoryski (pl) (1892-1936)
- Jerzy Piotr Czartoryski (1894-1969)
- Włodzimierz Alfons Czartoryski (en) (1895-1975)
- Jan Franciszek Czartoryski (1897-1944)
- Roman Jacek Czartoryski (1898-1958)
- Stanisław Ignacy Czartoryski (1902-1982)
- Elżbieta Czartoryska (1904–1904)
- Adam Michał Czartoryski (en) (1906-1998)
- Witold Tadeusz Czartoryski (1908-1945)
- Piotr Michał Czartoryski (en) (1909-1993)

## Sources
- (en) Cet article est partiellement ou en totalité issu de l’article de Wikipédia en anglais intitulé « Witold Leon Czartoryski » (voir la liste des auteurs).

- (pl) Cet article est partiellement ou en totalité issu de l’article de Wikipédia en polonais intitulé « Witold Leon Czartoryski » (voir la liste des auteurs).